# آنوش وارطانیان (نویسنده)
آنوش وارطانیان (ارمنی: Անուշ Վարդանյան؛ انگلیسی: Anush Vardanyan زادهٔ ۱۲ مارس ۱۹۵۵)، نویسنده ادبیات کودک و شاعر اهل ارمنستان است.

## زندگی‌نامه
وی در ۱۲ مارس ۱۹۵۵ در ایروان به دنیا آمد و از دانشکده لغت‌شناسی دانشگاه دولتی ایروان فارغ‌التحصیل گشت. وی از سال ۲۰۰۴ عضو اتحادیه نویسندگان ارمنستان می‌باشد. وی در کتابخانه ملی ارمنستان و تسیتسرناک فعالیت می‌کند. وی برنده جوایزی همچون مدال یادبود گریگور نارکاتسی و مدال طلای وزارت علوم و آموزش جمهوری ارمنستان شد. وی در سال ۱۹۷۷ با ادوارد میلیتونیان (نویسنده) ازدواج کرده است و صاحب دو پسر است.

## آثار
- «خیابان عشق» (2012) «Սիրո պողոտա»
- «داستان‌های واقعی و افسانه‌ای» (2012) «Իրական և հեքիաթային պատմություններ»
- «قاره عشق» (2010) «Սիրո մայրցամաք»
- «داستان آخرین دودکش‌روب» (2009) «Վերջին ծխնելույզ մաքրողի հեքիաթը»
- «مجوز عشق» (2008) «Սիրո արտոնագիր»